# Gymnarchus niloticus
Gymnarchus niloticus is een straalvinnige vissensoort uit de familie van de grote nijlsnoeken (Gymnarchidae). De wetenschappelijke naam van de soort is voor het eerst geldig gepubliceerd in 1829 door Cuvier. Dankzij de rompspieren is deze Afrikaanse tapirvis in staat, elektrische spanningen op te wekken ter verdediging of voor de jacht.